# Аркі (острів)
Аркі (грец. Αρκοί) — острів в Егейському морі. 

## Географія
Входить в групу островів Додеканес (Південні Споради). Знаходиться в південно-східній частині Егейського моря. Площа острова становить 6 км². 
Згідно перепису населення 2001, на острові проживало 54 особи. Останнім часом основними заняттями жителів є рибальство. Розвивається і сфера обслуговування туристів. 